# Mount Lemmon Survey
Mount Lemmon Survey és un servei que forma part del Catalina Sky Survey amb el codi d'observatori astronòmic G96. La distància des de l'eix de rotació i altura damunt del plànol equatorial (en ràdio terrestre): 0.8451 +0.5336. El servei utilitza un telescopi d'1.5 metres f/2, que és en 2014 un dels més prolífics en el món descobrint objectes pròxims a la Terra.